# Horsfieldia pandurifolia
Horsfieldia pandurifolia là một loài thực vật thuộc họ Myristicaceae. Đây là loài đặc hữu của Trung Quốc. Chúng hiện đang bị đe dọa vì mất môi trường sống.